# Walter Boveri
Walter Boveri (Bamberga, 21 febbraio 1865 – Baden, 28 ottobre 1924) è stato un imprenditore tedesco naturalizzato svizzero, cofondatore del gruppo elettrotecnico attivo in tutto il mondo Brown, Boveri & Cie (oggi Asea Brown Boveri).

## Biografia
Gli antenati di Walter Boveri erano originari della Savoia e all'inizio del XVII secolo si stabilirono dapprima nella cittadina della Bassa Franconia Iphofen, poi nel 1835 a Bamberga. Nel 1865 nacque Walter, terzo di quattro figli del medico Theodor Boveri. Il secondo figlio, chiamato Theodor come il padre, divenne un noto biologo. A 17 anni Walter Boveri entrò nella scuola di meccanica reale a Norimberga. La concluse nel 1885 e si trasferì in Svizzera. Là fu inizialmente volontario e poco dopo capo montatore per gli impianti elettrici nella fabbrica meccanica Oerlikon (MFO). La giornalista Margret Boveri era sua nipote, figlia del fratello Theodor e di Marcella O'Grady Boveri. 
Nel 1887 Charles Eugene Lancelot Brown, il direttore tecnico della MFO, cominciò a pensare alla fondazione di una ditta propria. Brown si unì a lui e iniziò a cercare investitori, ma per diversi anni le sue ricerche rimasero infruttuose. Nel 1891 sposò Victoire Baumann; un anno prima aveva ricevuto dal suo futuro suocero, l'industriale della seta zurighese Conrad Baumann, un generoso prestito. Nel dicembre 1890 Brown e Boveri stipularono un contratto di associazione, tre mesi più tardi scelsero Baden come sede societaria. La fondazione della Brown, Boveri & Cie. (BBC) ebbe luogo il 2 ottobre 1891. Due anni più tardi Boveri ricevette la cittadinanza svizzera.
Brown si occupava delle necessità tecniche dell'impresa, mentre Boveri, sebbene tecnicamente ugualmente dotato, assunse sempre più il ruolo del leader commerciale con visione. Suo è il merito dell'ampliamento, a partire dal 1900, della BBC fino a diventare un grosso gruppo internazionale. Parallelamente alla costruzione della centrale  elettrica di Ruppoldingen, nel 1894 Boveri fondò la Elektrizitätswerke Olten-Aarburg AG, che nel 1936 venne acquisita dalla Aare-Tessin AG für Elektrizität (Atel). Arrivò così a convincersi che per la progettazione, il finanziamento e la costruzione di centrali elettriche fosse necessaria un'ulteriore società. Nel 1895 fondò pertanto la Motor AG für angewandte Elektrizität, che in seguito divenne la Motor-Columbus.
Dopo il ritiro di Brown a vita privata, dal 1911 al 1924 Boveri fu presidente del consiglio di amministrazione della BBC. Fu presidente di diverse società elettriche e durante la prima guerra mondiale presiedette la Société suisse de surveillance économique. I suoi sforzi per l'elettrificazione delle rotaie gli guadagnarono un mandato nel consiglio di amministrazione delle Ferrovie Svizzere. Quale presidente di diversi comitati cittadini, era anche attivo anche sulla scena politica locale di Baden.
I figli di Walter Boveri, Theodor e Walter, in seguito operarono anch'essi nell'azienda con diverse funzioni. Suo fratello Robert (1873-1934) condusse per diversi anni, fino alla sua morte, l'azienda sussidiaria BBC Mannheim; il figlio di questi, l'Ing. William Boveri, ha lavorato là come direttore fino agli anni 1970. 

## Onorificenze
- 1916 Laurea honoris causa da parte della ETH Zürich
- 1916 Cittadinanza onoraria di Baden